# Iguana-listrada-de-fiji
A iguana-listrada-de-fiji (Brachylophus fasciatus) é uma espécie de réptil da família Iguanidae.  Endêmica das ilhas Fiji, onde pode ser encontrada no grupo Lau. Está classificada pela IUCN como "em perigo" de extinção.